# Megpoid
Megpoid (яп. メグッポイド Мэгуппойдо) — вокалоид, выпущенный компанией Internet Co., Ltd.. Маскота Megpoid зовут Гуми (яп. グミ, стилизовано как GUMI).
Голосовым провайдером Гуми стала известная японская певица и актриса Мэгуми Накадзима. Имя персонажа произошло от детского прозвища Накадзимы, в то время как название самого программного обеспечения — «Megpoid» — образовано от «Мэгуми» и «poi» (с яп. — «как», то есть целиком его дословно можно перевести как «Мэгуми, как вокалоид»).

## Разработка
Megpoid был выпущен компанией Internet Co. для программного обеспечения VOCALOID 2 25 июня 2009 года. Он включал в себя 3 примера VSQ-файлов: «Happy Birthday», «be MYSELF» и «Hitori Yurari». «be MYSELF» — это собственная песня Мэгуми Накадзимы. 11 декабря 2010 года президент Internet Co. анонсировал Gackpoid, Megpoid и Lily в Тайване. Образ маскота программы был нарисован художником Юки Масами (яп. ゆうきまさみ).

### Дополнения
21 октября 2011 года вышло обновление V3 Megpoid для VOCALOID 3 с дополнительными голосовыми банками: Adult (взрослый), Power (мощный), Sweet (нежный) и Whisper (шёпот). Оно было выпущено в тот же день, когда появились вокалоиды Mew, SeeU и VY1V3.
Вначале, V3 Megpoid должна была называться Megpoid Extend и была основана на Append-версиях вокалоидов Crypton Future Media. 16 марта 2012 года оригинальный вокал был обновлён и стал называться V3 Megpoid — Native. 28 февраля 2013 года появился англоязычный банк Megpoid English для VOCALOID 3.
5 ноября 2015 года вышло обновление для VOCALOID 4, где появились новые «смешанные» вокалы: Mellow_Adult, Power_Fat, Natural_Sweet, Soft_Whisper и Native_Fat. С этими вокалами есть XSY[стиль]. Нобору в своём твиттере писал, что обновление Megpoid English выйдет либо в 2017, либо в 2018 году. Также он написал, что разработка английских голосовых банков будет слишком сложной. Native и English выпущены для мобильной версии Vocaloid, как и Aoki Lapis с Merli.
Также существует прототип для Vocaloid Keyboard. Кроме того, есть отдельное программное обеспечение Megpoid Talk для синтеза речи.
Гуми предлагался фальцет-вокал, но вместо него вышел вокал kokone без использования голоса Мэгуми Накадзимы.
13 октября 2022 года был выпущен ИИ-голосовой банк AI Megpoid на движке Vocaloid 6 с поддержкой японского и английского языков, а также китайского языка, который не рекламировался.

### Synthesizer V
В ноябре 2023 года был объявлено о работе над голосовым банком AI Megpoid для Synthesizer V, выпуск которого состоялся 20 декабря. Платная версия поддерживает японский, английский, китайский языки и кантонский диалект; в ней присутствуют 4 варианта вокала: Ballade («баллада»), Cute («милый»), Soft («мягкий») и Vivid («яркий»).
Начиная с версии 101, выпущенной 4 апреля 2024 года, Гуми также может петь на испанском языке.

## Известность

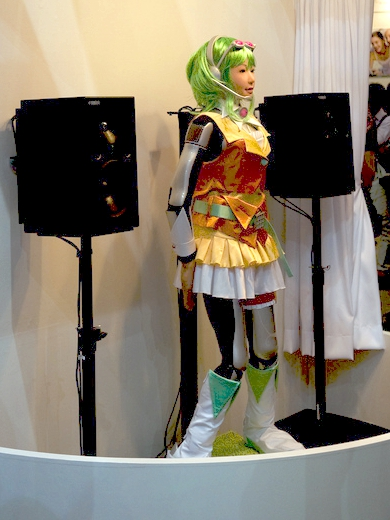
Гиноид HRP-4C в образе Гуми

По состоянию на 2010 год, Гуми является одним из наиболее известных виртуальных певцов на базе Vocaloid (наряду с вокалоидами от Crypton), обогнав по популярности Гакупо Камуи (Gackpoid). В 2011 году она была одним из популярнейших вокалоидов на японском видеохостинге Nico Nico Douga, а в январе 2015 года заняла второе место по популярности, уступив лишь Мику Хацунэ.
Самая известная песня Гуми — «Mozaik Role» (яп. モザイクロール) от Deco*27: у этой песни есть больше 10,000,000 просмотров на Nico Nico Douga. Среди западных слушателей, в свою очередь, большой популярностью пользуются песни, исполненные на английском языке, в частности, «COPYCAT» от VocaCircus (свыше 30 млн. просмотров на YouTube) и «ECHO» от Crusher-P (свыше 80 млн. просмотров). Для последней был также выпущен мэшап с песней Мику Хацунэ «Hibikase» (яп. ヒビカセ, англ. Resonate) от Giga-P, который Мику и Гуми исполнили во вступительной части концерта NicoNico Music Party 2015.

## Характеристика
Внешне Гуми похожа на подростка, однако при помощи банка Adult её возрастные рамки можно увеличить. Как и у многих вокалоидов, у Гуми есть разные дизайны для разных банков. Бокс-арт Megpoid English выполнен в стиле поп, а сам маскот одет в оранжевое платье и красные туфли, напоминающие западный стиль.
| Имя                    | Megpoid (программное обеспечение), Gumi (персонаж) |
| Дата выхода            | 26 июня                                            |
| Рекомендуемый темп     | 60-175bpm                                          |
| Рекомендуемый диапазон | F2-A4                                              |

## Культурное влияние

### Манга и аниме
Несколько песен Гуми были опубликованы в журнале Comic@loid, выходившем раз в два месяца. В их числе — «Mozaik Role», «Kiritorisen», «Shiryoku Kensa», «Setsuna Trip», «Ringo Uri no Utakata Shoujo» и «Yowamushi Montblanc».
Приключениям Мегпоида посвящена манга Gumi from Vocaloid, выходившая с 2013 по 2014 год. Ещё одна манга — MeguMegu☆Singer Song Fighter (яп. メグメグ☆シンガーソングファイター), выпущенная в 2014 году, — рассказывает о Гуми как о девушке, ставшей андроидом и дебютировавшей в качестве идола. Сюжет строится вокруг загадочной группы «Interface sound Orchestra» (яп. インタネ団). Помимо самой Гуми, в этой манге также присутствуют Гакупо Камуи, CUL и Лили.
Гуми также «озвучила» одного из главных персонажей (девушку-художницу) в анимационном мини-сериале «Koi Suru Dessan Ningyō» (с яп. — «Влюблённый художественный манекен»), основанном на одноимённой песне от sasakure.UK. Написанием сценария, съёмкой и продюсированием занимался Масанори Окамото.

### Видеоигры
У Гуми имеется собственная ритм-игра Megpoid the Music♯ (яп. メグッポイド ザ ミュージック シャープ), разработанная компанией ParaPhray  (яп. パラフレ) и выпущенная 28 марта 2013 года для PlayStation Portable. Также Гуми появилась в качестве гостя в Hatsune Miku and Future Stars: Project Mirai и её продолжении.

### Соревнования
В мае 2012 года был объявлен конкурс песен для Гуми, который вёл CreoFUGA. Для участия в конкурсе разрешалось использование голосовых банков Megpoid как для Vocaloid 2, так и для Vocaloid 3.
В 2013 году лейбл VocaloTracks провёл конкурс оригинальных Vocaloid-песен с использованием любого войсбанка Гуми. Участники могли продавать эти песни под «профессиональным лейблом».
Ещё один конкурс был запущен в связи с релизом англоязычного войсбанка.